# Hans Stohwasser
Hans August Stohwasser (* 4. Mai 1884 in Dresden; † 30. Mai 1967 in Neumünster) war ein deutscher Marineoffizier, zuletzt Vizeadmiral im Zweiten Weltkrieg.

## Leben
Stohwasser besuchte von Ostern 1898 bis Ostern 1901 das König-Albert-Gymnasium in Leipzig, das er mit dem Reifezeugnis verließ. Am 10. April 1901 trat er als Seekadett in die Kaiserliche Marine ein und absolvierte seine Grundausbildung auf der Kreuzerfregatte Moltke. Anschließend kam er an die Marineschule Mürwik, wo er am 22. April 1902 zum Fähnrich zur See ernannt worden war. Vom 1. Oktober 1903 war Stohwasser an Bord des Linienschiffes Zähringen und wurde hier am 29. September 1904 zum Leutnant zur See befördert. Er gehörte dann vom 1. Oktober 1904 bis 21. September 1906 der II. Torpedo-Abteilung als Kompanieoffizier an und man setzte ihn zeitgleich als Wachoffizier auf den Torpedobooten G 113, S 117 und S 105 ein. In der Funktion des Torpedo-Offiziers kam der Oberleutnant zur See (seit 30. März 1906) für zwei Jahre bis 30. September 1908 auf den Kleinen Kreuzer Lübeck. Als Lehrer und Inspektionsoffizier war er für ein Jahr an der Marineschule tätig. Am 1. Oktober 1909 versetzte man Stohwasser zur II. Torpedo-Division. Er fungierte dort als Kompanieoffizier und Kommandant der X. Reserve-Halbflottille bzw. Erster Offizier. Zeitgleich war er von Ende April bis Mitte Juli 1910 Lehrer auf dem Linienschiff Württemberg sowie in der Folge Kommandant auf den Torpedobooten S 124, S 123, S 121 und S 114. Am 19. August 1911 war er Kapitänleutnant geworden. An der Marineakademie absolvierte Stohwasser dann bis 30. Juni 1914 die Lehrgänge I. und II., wurde für einen Monat zur Verfügung der Kaiserlichen Werft Wilhelmshaven gestellt und mit Ausbruch des Ersten Weltkriegs der VIII. Torpedoboots-Flottille zugeteilt. Dort kommandierte er das Torpedoboot G 175 bis zu seiner Versetzung am 11. Januar 1916 als Chef der 16. Torpedoboots-Halbflottille. Er kam vom 15. Oktober bis 29. November 1918 als Adjutant zur Inspektion des Torpedowesens, wurde zur Verfügung des Chefs der Marinestation der Nordsee gestellt und als Leiter der Seetransportstelle Neufahrwasser und Heeresverbindungsoffizier verwendet.
Ab 9. Oktober 1919 war er an der Reichswerft Wilhelmshaven tätig, wurde am 21. Januar 1920 Korvettenkapitän und als solcher ab 19. Februar 1919 für einen Monat Kommandeur der Kommandierten-Abteilung der Marinestation der Ostsee. Für je einen weiteren Monat gehörte er dann dem Marinedetachement Kiel als Kompanieführer sowie als Kommandeur des I. Bataillons der III. Marine-Brigade an. Stohwasser wurde zur Verfügung des Chefs der Marinestation der Ostsee gestellt und einen weiteren Monat als Kommandeur der Kommandierten-Abteilung verwendet, ehe man ihn am 4. Juli 1920 als Adjutant in das Personalamt der Marinestation der Ostsee versetzte. Am 20. Januar 1922 erfolgte die Ernennung zum 1. Adjutanten im Stab der Marinestation der Ostsee sowie am 6. Oktober 1924 zum Chef des Stabes der Inspektion des Bildungswesens der Marine. In dieser Funktion wurde er am 1. März 1926 zum Fregattenkapitän befördert.
Am 1. Oktober 1926 ernannte man Stohwasser zum Kommandeur des Sperrversuchskommandos und in dieser Stellung war er auch zugleich Chef der Tenderhalbflottille des Sperrversuchskommandos. Stohwasser wurde in der Folgezeit am 1. April 1928 zum Kapitän zur See befördert, am 27. September 1931 von seinen Aufgaben entbunden und drei Tage später unter gleichzeitiger Beförderung zum Konteradmiral aus dem aktiven Dienst entlassen. Man übernahm ihn als Zivilangestellten ab 1. September 1933 wieder in die Reichsmarine. Er betätigte sich als Sperrwaffenlehrer im Bereich der Marinestation der Ostsee, dann im Bereich des II. Admirals der Ostsee. Am 1. Februar 1934 erfolgte seine Reaktivierung als Landesschutzoffizier. Vom 1. April 1935 bis 21. August 1939 fungierte Stohwasser als Lehrer. Zunächst bei der Inspektion des Torpedo- und Minenwesens, gefolgt von der Sperrwaffen- und Nachrichteninspektion sowie im Kommando der Marinestation der Ostsee.
Vor Beginn des Zweiten Weltkriegs ernannte man ihn am 22. August 1939 zum Führer der Minensuchboote West, dann vom 15. Oktober 1939 bis 9. August 1940 zum Führer der Minensuchboote Ost. Zeitgleich war er vom 18. Juli bis 5. August 1940 in Vertretung Befehlshaber der Sicherung Ostsee. Für zwei Monate fungierte Stohwasser als Führer der Minensuchboote Nord und wurde schließlich am 14. Oktober 1940 zum Befehlshaber der Sicherung Ostsee ernannt. Als solcher erfolgte am 1. April 1942 die Beförderung zum Vizeadmiral. Man stellt ihn schließlich ab 8. Juni 1944 zur Verfügung des Oberbefehlshabers des Marineoberkommandos Ostsee, entließ ihn am 30. Juni 1944 aus dem aktiven Wehrdienst und versetzte ihn endgültig in den Ruhestand.

## Auszeichnungen
- Eisernes Kreuz (1914) II. und I. Klasse[2]
- Preußisches Dienstauszeichnungskreuz[2]
- Ritterkreuz I. Klasse des Albrechts-Ordens mit Schwertern[2]
- Hanseatenkreuz  Hamburg[2]
- Mecklenburgisches Militärverdienstkreuz II. Klasse[2]
- Spange zum Eisernen Kreuz II. und I. Klasse
- Kriegsabzeichen für Minensuch-, U-Boot-Jagd- und Sicherungsverbände
- Ritterkreuz des Eisernen Kreuzes am 30. November 1940[3]